# Chiroux en Grignoux
De Chiroux en Grignoux waren twee twistende groeperingen in de Zuidelijke Nederlanden tijdens de eerste helft van de 17e eeuw.
In 1613 schafte Ferdinand van Beieren in het prinsbisdom Luik een aantal vrijheden af die zijn voorganger had toegestaan. Het was sindsdien de commissaris van de bisschop die tussen de verkozenen van een bepaalde stand of beroepsgroep koos wie in de gemeenteraad zetelde. Zo ontstond er in Luik een conservatieve partij die Spanje en de prins-bisschop steunde. De leden hiervan werden de Chiroux (zwaluwen) genoemd, als verwijzing naar de zwarte klederen die de ambtenaren van de prins-bisschop droegen.
De tegenhangers, de voorstanders van een democratisch regime, die Frankrijk steunden werden de Grignoux of Grognons genoemd.
In 1649 kwam het tot een echte revolte tussen de Chiroux en de Grignoux en moest de prins-bisschop uit te wijken naar Hoei.